# Nadja Stübiger

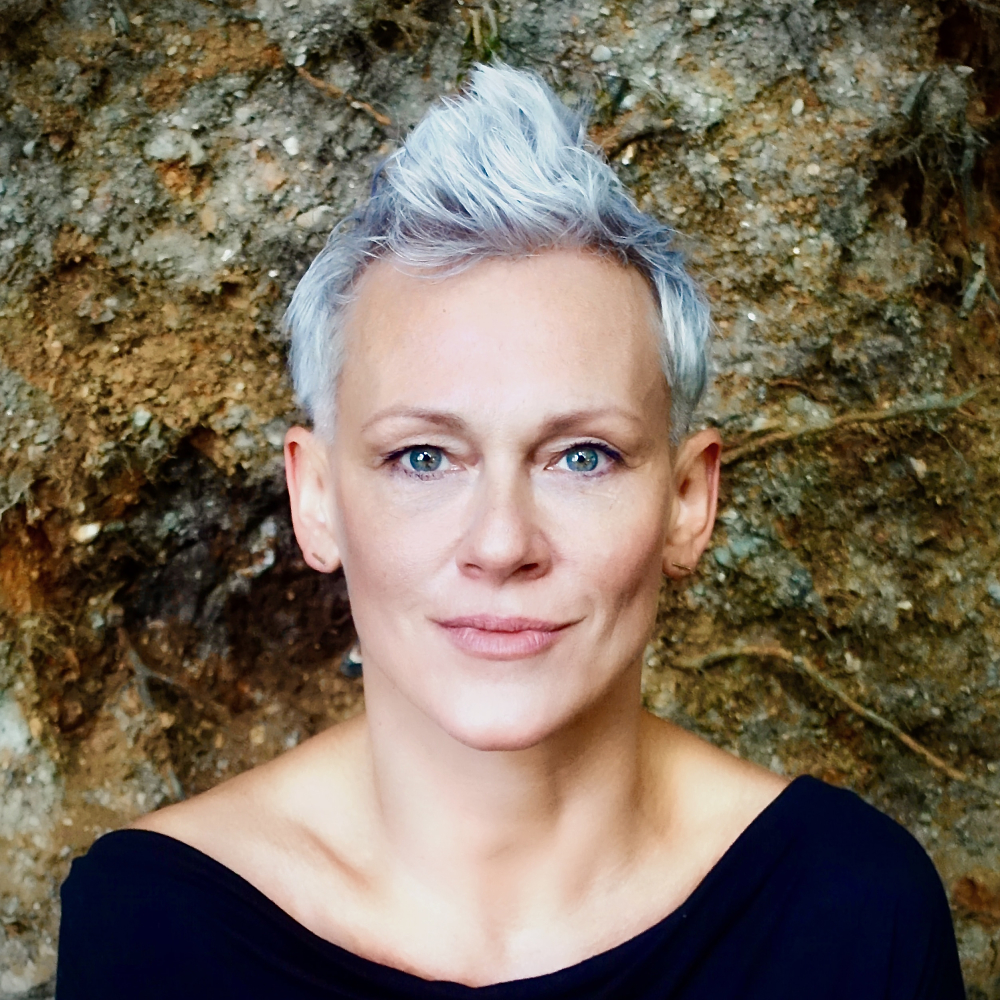
Nadja Stübiger (2020)

Nadja Stübiger (* 25. Februar 1972 in Plauen) ist eine deutsche Schauspielerin.

## Leben
Stübiger begann nach dem Abitur eine Lehre zur Friseurin, welche sie jedoch abbrach. Anschließend arbeitete sie als Regieassistentin am Vogtland-Theater Plauen. Danach studierte sie von 1995 bis 1999 Schauspiel an der Hochschule für Musik und Theater Felix Mendelsson Bartholdy in Leipzig.
Nach einem zweijährigen Auslandsaufenthalt in Mittelamerika, begann sie, während sie ihre erste Filmrolle erhielt, in der Freien Szene Berlins zu arbeiten. 2004 wurde sie von der US-amerikanischen Regisseurin Catherine Sullivan für die Gastproduktion „MANIFESTATION“ an der Volksbühne Berlin engagiert. Aus dieser Zusammenarbeit folgten zwei  Kinoproduktionen in Chicago und Miami (The Chittendens und Triangle of Needs) – welche in der Tate Gallery of Modern Art in Paris sowie in der Tate Gallery of Modern Art in London zu sehen waren.
Von 2007 bis 2013 war Nadja Stübiger Ensemblemitglied am Staatstheater Stuttgart.
Danach spielte sie als freischaffende Schauspielerin unter anderem am Deutschen Nationaltheater Weimar sowie am Staatstheater Darmstadt. Sie arbeitete unter anderem mit Regisseurinnen wie Friederike Heller, Claudia Bauer, Nora Schlocker sowie den Regisseuren  Frank Castorf, Sebastian Baumgarten, Sebastian Hartmann, Volker Lösch, Tom Kühnel, Hasko Weber, Armin Petras, Ulrich Rasche, Peter Kastenmüller und der Gruppe Rimini Protokoll zusammen.
2014 lieferte Nadja Stübiger mit „DER EINSAME WESTEN“ von Martin McDonagh – eine Kooperation mit dem Stadttheater Rüsselsheim und der freien Gruppe „Sechzig/90“ –  ihr Regiedebüt ab. 2017 folgte ihre zweite Regiearbeit „EINE ENTHANDUNG IN SPOKANE“ ebenfalls von Martin McDonagh.
Seit 2017/2018 ist sie festes Ensemblemitglied am Staatsschauspiel Dresden, an dem sie einen Lehrauftrag besitzt und Studenten in Schauspiel unterrichtet.
Nadja Stübiger ist Mitglied im Bundesverband Schauspiel.
Sie lebt und arbeitet in Dresden.

## Filmografie (Auswahl)
- 2005: Der Garten
- 2005: The Chittendens
- 2006: Fliegende Ratten
- 2006: Der Wahn
- 2007: Triangle of Need
- 2008: Unwitting transmission of secret
- 2009: Parkour
- 2010: Unter dir die Stadt
- 2012: Nicht Fisch. Nicht Fleisch.
- 2014: Herrengedeck
- 2015: Hotel Auschwitz
- 2016: Kosmonautensehnsucht
- 2018: Luz
- 2019: Erzgebirgskrimi – Der Tote im Stollen
- 2019: Tatort: Nemesis
- 2020: Into the Beat – Dein Herz tanzt
- 2020: Tatort: Die Zeit ist gekommen
- 2022: Tatort: Das kalte Haus
- 2024: Trockenzeit (Sucho)

## Theater

### Staatstheater Stuttgart
- 2008: Hamlet, Tag der Morde / Ophelia
- 2008: Unter hohem Himmel, Parzival / Kundrie
- 2009: Woyzeck / Marie
- 2009: Emilia Galotti / Gräfin Orsina
- 2009: Trilogie des Wiedersehens / Susanne
- 2009: The great Rock`n Roll Swindle / Tatjana Sabranski
- 2010: Salome / Salome
- 2010: Die Nibelungen / Brünhild
- 2010: Das Gestell / Imme
- 2011: Titus Andonicus / Tamora
- 2011: Der Meister und Margarita / Margarita
- 2011: Der Auftrag / Ensemble
- 2012: Die Schneekönigin / Schneekönigin
- 2012: Winterreise / Ensemble
- 2012: Einsame Menschen / Anna Mahr
- 2012: Das Spiel ist aus / Eve
- 2013: Das Leben ein Traum / Estrella
- 2013: Die Orestie / Kassandra
- 2013: Hände / Frau 1

### Staatstheater Darmstadt
- 2014: Der Kaufmann von  Venedig / Portia
- 2015: Penthesilea / Achilles

### Nationaltheater Weimar
- 2016: Wallenstein / Gräfin Terzky
- 2016: Romulus der Große / Kaiserin Julia

### Staatsschauspiel Dresden
- 2017: Der Graf von Monte Christo / Mercédès
- 2017: Der Herr der Diebe / Ida Spavento
- 2018: Der Weg ins Leben / Ensemble
- 2018: Erniedrigte und Beleidigte / Ensemble
- 2018: Das Blaue Wunder / Ensemble
- 2018: Wir sind auch nur ein Volk / Trude Grimm
- 2019: Schuld und Sühne / Ensemble
- 2019: Eine Straße in Moskau / Ensemble
- 2019: Mutter Courage / Yvette Pottier
- 2019: Richtfest / Birgit
- 2020: Der nackte Wahnsinn / Dotty Otley
- 2020: Gundermann / Gundermann
- 2020: Searching for Macbeth / Lady Macbeth
- 2021: Die rechtschaffenen Mörder / Lisa
- 2021: Die Laborantin / Avatar
- 2021: Konferenz der Abwesenden / Moderatorenstimme
- 2021: Das Buch der Unruhe / Ensemble
- 2021: Warum läuft Herr R. Amok / Frau R.
- 2022: Wallenstein / Herzogin
- 2022: Macbeth / Lady Macbeth
- 2022: Der Alchemist / Face
- 2022: Vaterland / Kommissar März
- 2023: Vernichten
- 2023: Der Sandmann / Sandmann
- 2023: Atlantis – Die Welt als Wille und Vorstellung

## Videokunst
- 2007: Eine Hommage an eine wie  Du und ich

## Sonstiges

### Hörspiele
- 2012: Ante Leetz: SWR2 Tandem: Staruschka. Wie ein altes Mütterchen dem Milizionär zeigte, was eine Harke ist – Regie: Felicitas Ott (Feature – SWR)
- 2013: Wolf Eismann: SWR2 Tandem: Durch die Nacht mit George Harrison – Regie: Iris Drögekamp (Feature – SWR)
- 2013: Katja Röder, Fred Breinersdorfer: Radio-Tatort: Anatomie des Todes (Ermittlungsrichterin) – Regie: Walter Adler (Original-Hörspiel, Kriminalhörspiel – SWR)
- 2014: Heinrich Steinfest: Ein sturer Hund (2. Teil) (Agentin) – Bearbeitung und Regie: Götz Fritsch (Hörspielbearbeitung, Kriminalhörspiel – SWR)

### Moderation
- 2013: Stuttgart 21 ist überall
- 2014: Noitulove
- 2015: Support you local freaks